# NGC 6240
NGC 6240也稱為海星星系（Starfish Galaxy）， 是位於蛇夫座，鄰近的一個極亮紅外星系（ULIRGs）。該星系是三個較小星系合併後的殘骸。三個祖星系之間的碰撞產生了一個單一的、更大的星系，它有三個不同的核和一個高度紊亂的結構，包括微弱的延伸和環。

## 雙核心

### 恆星的形成和超大質量黑洞
超亮紅外星系的能量來源問題一直備受爭議。星系的紅外線通常來自星際介質中的塵埃，超亮紅外星系則在紅外線中異常明亮。超亮紅外星系的紅外塵埃輻射量超過太陽的一兆倍以上（也就是說紅外線亮度是 1012 Lʘ）。天文學家推測，强烈的恆星形成區域或活躍星系核（這包含超大質量黑洞），可以將產生紅外線的塵埃激烈的加熱，然而普遍的共識認為在大部份的超亮紅外星系中這兩者是可能並存的。研究超亮紅外星系的確切性質一直很困難，因為這些星系中心的塵埃遮蔽了可見光和近紅外光，而且星爆星系和活躍星系核的理論模型已經證明它們看起來可能非常相似。由於NGC 6240是鄰近的一個超亮紅外星系的例子，天文學家已對其進行了深入研究，以瞭解其能量來源。

### X射線的觀察

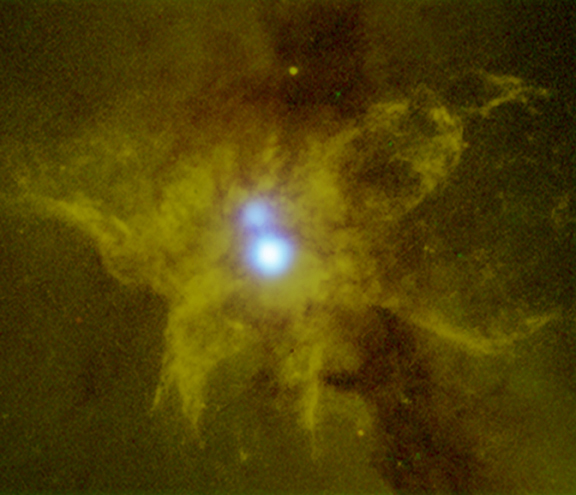
錢卓X射線天文台取得的NGC 6240的X射線影像，與該星系的光學影像疊加。X射線輻射來源的兩個活躍星系核可以看見是兩個明亮的藍色點光源。來源：NASA。

由Stefanie Komossa和錢卓X射線天文台合作的觀測發現了從兩個核心輻射出的硬X射線。從排放的強度與來自低離子化或中性鐵的存在，顯示這兩個存在的核是活躍星系核。
假設，這兩個合併的星系核心原本都是黑洞，經過數百萬年，這兩個黑洞會互相靠近並形成超大質量黑洞聯星。

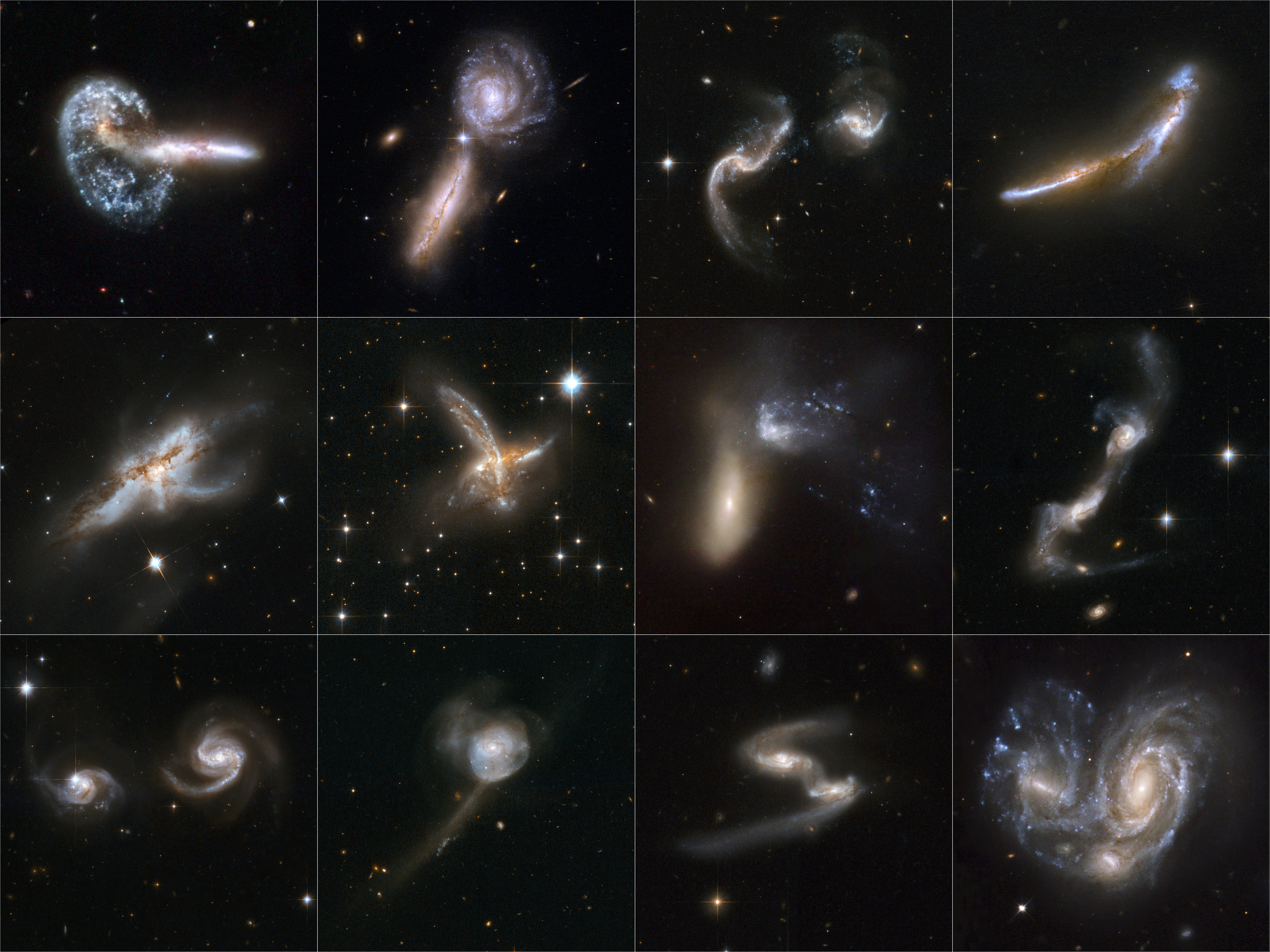
Arp 148, VV 340, Arp 256, NGC 6670, NGC 6240, ESO 593-8, NGC 454, UGC 8335, NGC 6786, NGC 17, ESO 77-14, NGC 6050